# Союз Радянських Соціалістичних Республік
Радя́нський Сою́з, офіційна назва — Сою́з Радя́нських Соціалісти́чних Респу́блік, СРСР; (рос. Союз Советских Социалистических Республик, рос. СССР) — федеративна соціалістична держава в Північній Євразії, яка існувала з 1922 по 1991 рік. Формально — союз декількох національних радянських республік; на практиці — однопартійна тоталітарна диктатура з високим ступенем централізації керівництва та плановою економікою, якою керувала Комуністична партія. Столицею була Москва в її найбільшій республіці — Російській РФСР. Іншими великими міськими центрами були Ленінград, Київ, Мінськ, Ташкент, Алмати та Новосибірськ. Після розпаду Британської колоніальної імперії СРСР став найбільшою за площею країною світу, що простягалась понад 10 000 кілометрів зі сходу на захід, перетинаючи 11 часових поясів і понад 7200 кілометрів з півночі на південь. Її територія включала більшу частину Східної Європи, а також частину Північної Європи та всю Північну та Середню Азію. Країна мала п'ять кліматичних зон, таких як тундра, тайга, степи, пустелі та гори. До народів, що проживали на його території, вживалася спільна назва «радянський народ».
Коріння Радянського Союзу сягає Жовтневого перевороту 1917 року, коли «більшовики» — радикальна фракція Російської соціал-демократичної робітничої партії на чолі з Володимиром Леніним — скинули Тимчасовий уряд Російської республіки, який раніше замінив монархію. Більшовики створили Російську Радянську Республіку, розпочавши громадянську війну між більшовицькою Червоною армією та багатьма антибільшовицькими силами по всій колишній імперії, серед яких найбільшою фракцією була Біла армія. Згубний ефект війни та політика більшовиків призвели до 5 мільйонів смертей під час голоду 1921—1922 років на Поволжі та Півдні України.[джерело?] Червона армія розширювалась і допомагала місцевим комуністам у захопленні влади, встановлюючи так звані ради, пригнічуючи своїх політичних опонентів та непокірних селян через політику червоного терору та воєнного комунізму. У 1922 році комуністи перемогли, утворивши Радянський Союз з об'єднанням Російської, Закавказької, Української та Білоруської республік. Розпочата Леніним нова економічна політика призвела до часткового повернення вільного ринку та приватної власності, що призвело до періоду економічного підйому.
Після смерті Леніна в 1924 році та короткої боротьби за владу, Йосип Сталін прийшов до влади в середині 1920-х. Сталін пригнічував політичну опозицію під час свого правління всередині Комуністичної партії, почав дотримуватись державної ідеології марксизму — ленінізму, завершив нову економічну політику, започаткувавши централізовану планову економіку. Як результат, країна пережила період бурхливої індустріалізації та примусової колективізації, що призвело до значного економічного зростання, організованого ВКП(б) голоду 1932—1933 років та розширення системи таборів ГУЛАГ, засновану ще у 1918 році. Сталін також розпалював політичну параною й організував Великий терор з метою усунення своїх політичних супротивників шляхом масового свавільного арешту великої кількості людей (військових керівників, членів Комуністичної партії, Комінтерну та простих громадян), яких потім відправляли до «виправно-трудових» таборів або засуджували до смертної кари.
23 серпня 1939 року після невдалих зусиль сформувати антинацистський союз із західними державами на умовах керівництва СРСР, була підписана угода про ненапад з нацистською Німеччиною. Після початку Другої світової війни формально нейтральний СРСР вдерся та анексував території кількох східноєвропейських держав, включаючи Східну Польщу та  країни Балтії. У червні 1941 року німці вдерлися до СРСР, відкривши найбільший і найкривавіший театр війни в історії. Зрештою, радянські війська захопили Берлін та СРСР разом з союзниками виграв Другу світову війну в Європі 8 травня 1945 року. Держави, які захопила Червона армія, стали сателітами СРСР і були приєднані до Східного блоку. «Холодна війна» від 1947 року полягала у протистоянні Східного блоку Західному блокові, який у 1949 році об'єднався в Організацію Північноатлантичного договору.
Після смерті Сталіна в 1953 році під керівництвом Микити Хрущова розпочався період, відомий як десталінізація та хрущовська відлига. Країна швидко розвивалася, оскільки мільйони селян були переселені до індустріальних міст. СРСР виграв космічні перегони з першим в історії штучним супутником і першим космічним польотом за участю людини. 1970-ті характеризувались короткою розрядкою відносин зі Сполученими Штатами, однак напруження відновилося, коли Радянський Союз розпочав війну в Афганістані 1979 року. Війна виснажила економічні ресурси Союзу, серед іншого внаслідок надання Сполученими Штатами військової допомоги бійцям моджахедам.
У середині 1980-х останній радянський лідер Михайло Горбачов прагнув реформ та лібералізації економіки шляхом проведення політики гласності та перебудови (рос. перестройка). Метою було збереження Комуністичної партії при одночасному припиненні економічної стагнації. Під час його перебування на посаді закінчилася Холодна війна, а 1989 року радянські сателіти Східної Європи скинули свої комуністичні режими. Це призвело до виникнення сильних націоналістичних і сепаратистських рухів всередині самого СРСР. Центральна влада ініціювала референдум, який бойкотували республіки Балтії, Вірменія, Грузія та Молдова — в результаті чого більшість громадян-учасників голосували за збереження Союзу як оновленої федерації. У серпні 1991 року консервативні кола Комуністичної партії здійснили невдалу спробу державного перевороту. Російський президент Борис Єльцин відіграв важливу роль у боротьбі з путчистами, що призвело до заборони Комуністичної партії. 25 грудня 1991 року Горбачов пішов у відставку, і в результаті розпаду Радянського Союзу виникло 15 незалежних пострадянських держав. Російська Федерація (раніше Російська РФСР) оголосила себе правонаступницею СРСР.
Країна мала другу за величиною економіку у світі та найбільшу у світі армію. СРСР був однією із п'яти держав, які володіли ядерною зброєю. Країна була постійним членом Ради Безпеки ООН, а також членом Організації з безпеки та співробітництва в Європі, Всесвітньої федерації профспілок і провідним членом Ради економічної взаємодопомоги та Варшавського договору.

## Назва
В документах українською назва подавалася таким чином:
- з 1922 до 1933 — Союз соціялістичних радянських республік[12];
- після 1933 — Союз Радянських Соціалістичних Республік.

Мовою оригіналу (російською) Договору про утворення СРСР — Союз Советских Социалистических Республик.
При перекладі українською мовою російськомовного прикметника «советский» застосовні два варіанти: «радянський» (офіційний в однойменні часи) й розмовного «совєцький», який можна зустріти в антикомуністичній літературі.

## Офіційна політика
Офіційною політикою СРСР був т. зв. пролетарський інтернаціоналізм. У декларації про утворення було заявлено, що СРСР є «рішучим кроком на шляху об'єднання трудящих усіх країн у світову Соціалістичну Радянську Республіку». В офіційному гімні створеного і керованого Москвою Комінтерну співалося: «Наш лозунг — всесвітній Радянський Союз». Активно проводилася політика експорту революції.
Під час війни на вимогу союзників у травні 1943 року Комінтерн було розпущено.
Але лише у 1960 році була прийнята доктрина мирного співіснування, яка визнала можливість мирних стосунків т. зв. соціалістичного табору з рештою країн світу.
Офіційною доктриною КПРС, яка мала в СРСР безроздільну монополію влади, було встановлення т. зв. диктатури пролетаріату (тобто диктатури прорадянської партії) у будь-якій країні, на яку СРСР поклав око. Тому усю історію свого існування СРСР підтримував збройні терористичні повстання, роздмухував громадянські війни, наприклад у Греції (Громадянська війна у Греції, 1946—1949), Кубі (1960), Анголі, Чилі, Афганістані тощо.

## Політична історія

### Революція та переворот 1917 року в Російській імперії
Заворушення по всій Російській імперії і зокрема в столиці — Петрограді призводять до офіційної відмови імператора Миколи II від престолу. Влада переходить до Тимчасового уряду. Готуються вибори до Установчих Зборів (рос. Учредительное Собрание), які мають розв'язати питання утворення нового державного ладу і провести вибори до Державної Думи.
У цей час в умовах війни й розпаду єдиного старого державного апарату в різних частинах імперії з'являються різноманітні владні структури, які намагаються в той чи інший спосіб розв'язати наявні проблеми й узяти владу до своїх рук. Серед них різноманітні ради (совєти), комітети, а також різноманітні уряди. Ті уряди, які визнали владу Тимчасового уряду, проголошують автономії у складі Росії. Як приклад можна навести утворення Української Центральної Ради.
У серпні 1917 року генерал Корнілов робить спробу державного перевороту, відмовляється коритися Тимчасовому уряду і проголошує військову диктатуру.
У цей час, протягом лютого-жовтня 1917 року, частина партії РСДРП — більшовики, під керівництвом В. І. Ульянова (Леніна), займаються створенням власних структур підтримки — робітничих рад, комітетів і військових загонів, які, після Жовтневого перевороту, стали основою нового державного апарату більшовиків. Головні противники на даному етапі — Тимчасовий уряд і армія Корнілова.
Наближається II з'їзд Рад. 25 жовтня (за старим стилем) більшовики захоплюють владу в Петрограді до своїх рук. II Всеросійський з'їзд Рад робітничих і солдатських депутатів санкціонує створення нового уряду  — Ради Народних Комісарів (РНК). З'їзд приймає запропоновані більшовиками та лівими есерами декрети про мир і землю, що привертає на їх сторону більшість робітників і селян Російської Імперії. Проте в цей час існували і інші партії лівого спрямування, які виступали з аналогічними лозунгами.
Намагаючись узаконити свою владу і поширити її на всю Російську Імперію, більшовики погоджуються на проведення виборів до Всеросійських Установчих Зборів. Вибори проводяться у листопаді 1917 року. Перемогу отримують партії соціалістичного спрямування, проте більшовики набирають лише 24,5 %. Абсолютну більшість 51,7 % отримують соціалісти-революціонери (есери), ліві есери отримують — 5,6 %, кадети 2,4 %, меншовики — 2,1 %. Такі результати розглядаються керівництвом більшовиків як неприйнятні. Довгий час установчі збори не могли зібратися через вимогу більшовиків, щоб були присутні 400 депутатів (51 % загальної кількості). Врешті установчі збори розпочинають роботу 5 (18) січня. Разом з відкриттям зборів організується багатотисячний мітинг на підтримку установчих зборів. Беззбройний мітинг більшовики розстрілюють кулеметами. Наступні дні депутати установчих зборів не могли зібратись через недопущення їх до Таврійського палацу. 18 (31) січня більшовики видають декрет про розпуск установчих зборів.
Національні уряди (Українська Народна Республіка, Білоруський загальний з'їзд та інші) здебільшого не підтримали більшовицький переворот і проголосили утворення власних незалежних держав.
Утворюється РСФРР.

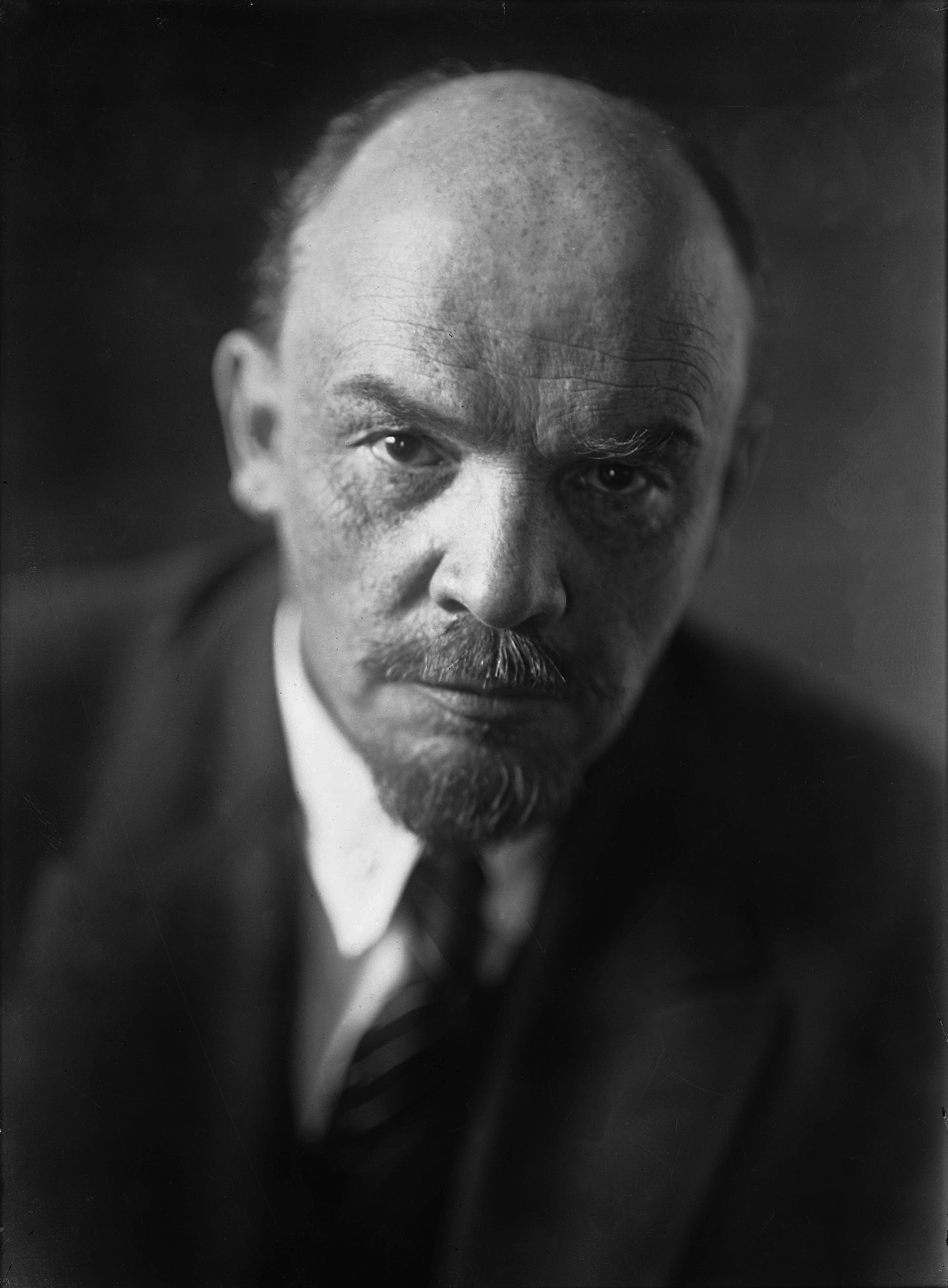
Володимир Ульянов (Ленін)
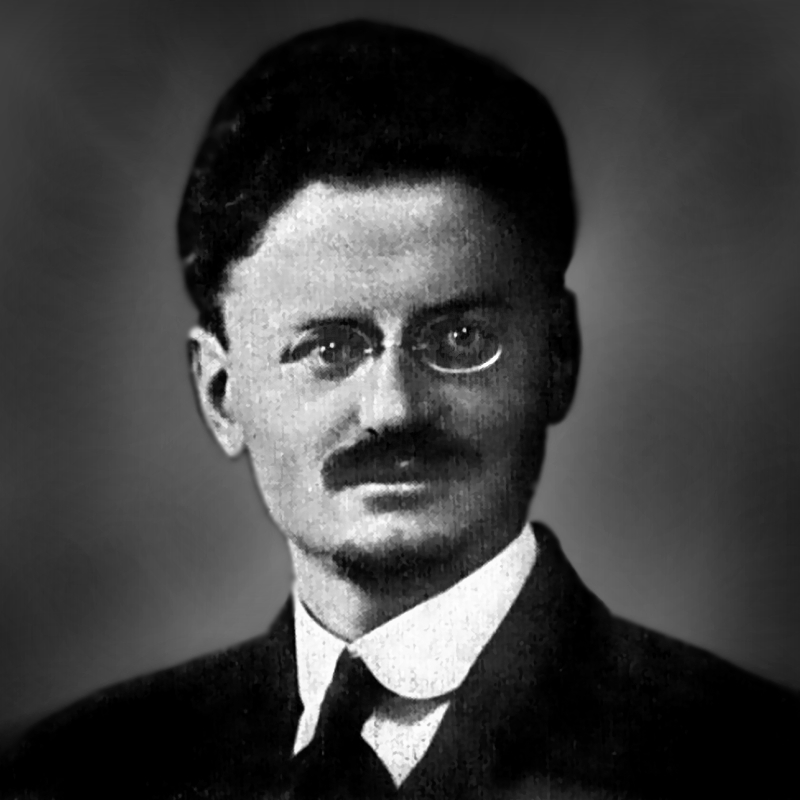
Лев Бронштейн (Троцький)
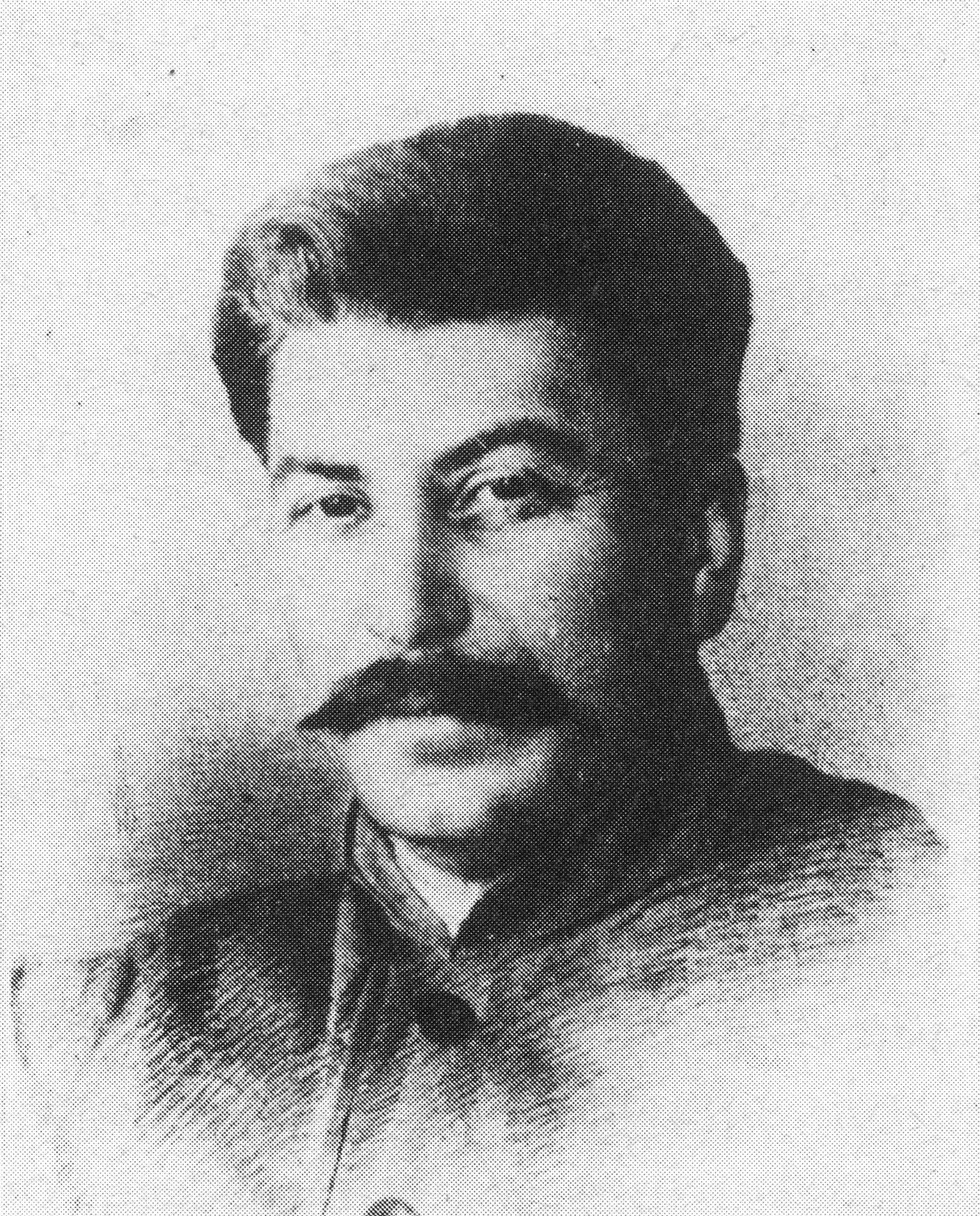
Сталін — наступник Леніна

### Громадянська війна
Розгін більшовиками установчих зборів у січні 1918, які мали визначити майбутній устрій держави, став початком Громадянської війни в Росії між прихильниками радянської влади (більшовики та ліві есери) з одного боку і її противниками (меншовиками, білогвардійцями, анархістами) — з іншого. Головні воєначальники «червоних»: Л. Д. Троцький, М. М. Тухачевський, С. С. Каменєв, С. М. Будьонний, М. В. Фрунзе, В. К. Блюхер, І. П. Уборевич, В. О. Антонов-Овсієнко, С. В. Косіор. Головні воєначальники «білих»: Колчак Олександр Васильович, А. І. Денікін, М. М. Юденіч, Л. Г. Корнілов, П. Н. Врангель, П. Н. Краснов, Е. К. Міллер, М. В. Алєксєєв, Г. М. Семенов.
В умовах Громадянської війни проводилася політика «Воєнного комунізму». Її ввели для безпосереднього та швидкого переходу до комунізму. Основні риси «воєнного комунізму»: націоналізація всієї великої та середньої промисловості, а також великої частини дрібних підприємств; продовольча диктатура, продрозкладка, прямий продуктообмін між містом і селом; заміна приватної торгівлі державним розподілом продуктів за класовою ознакою (карткова система); натуралізація господарських відносин; загальна трудова повинність; зрівнялівка в оплаті праці; військово-наказова система керівництва всім життям суспільства. «Класові вороги», а також усі незгодні, були ліквідовані в рамках Червоного терору, який забрав понад півтора мільйонів життів.
Більшовики поширили своє панування на інші республіки. У Грузії Радянська влада була встановлена після її завоювання 11-ю армією Червоної армії у лютому 1921 року.
Як вказують сьогодні російські джерела, в Україні «Незалежна Народна Республіка, яку проголошено 1918 року, завойована Червоною армією 1920 року». У такий спосіб Радянська влада остаточно утвердилася в Україні в серпні 1920 року. Військові частини Української Народної Республіки разом з урядом покинули територію України. Поступово Уряд УСРР уклав договори з РРФСР про військовий і господарський союз.

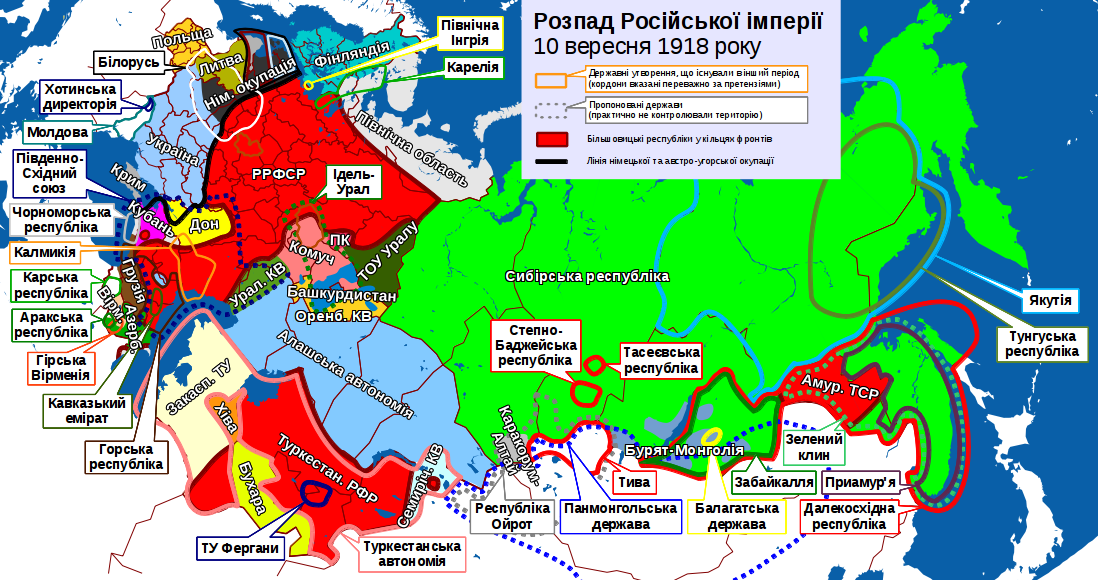
Радянська Росія на карті розпаду Російської імперії у вересні 1918
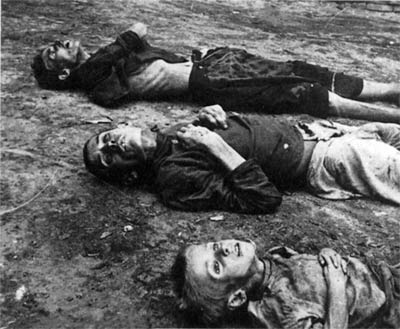
Голод на Поволжі 1921—1922

### Заснування

Перша шпальта газети «Киевский пролетарий» за 5 липня 1925 року з матеріалами до другої річниці створення СРСР

Матеріали про святкування в Києві другої річниці утворення СРСР, газета «Киевский пролетарий» за 7 липня 1925 року

30 грудня 1922 року в Москві відбувся І з'їзд рад СРСР, на якому делегати від РСФРР, УСРР, Білоруської СРР та Закавказької СФРР розглянули та схвалили «в основному» проєкт Декларації та Договору про утворення Союзу Радянських Соціалістичних Республік. Введення в дію цих документів під загальною назвою «Конституція СРСР» відбулося після додаткового обговорення, закінчити яке збиралися за 3 місяці, але реально це зайняло пів року.
Як свідчать документи того часу, «сесію ЦВК, яка мала формально започаткувати існування СРСР, спочатку було заплановано на квітень 1923 р. Однак через ряд обставин <…> ця сесія розпочала свою роботу 6 липня 1923 р. І в перший же день її роботи Декларація і Договір про створення СРСР під спільною назвою „Конституція СРСР“ були введені в дію». 13 липня 1923 року Президія ЦВК СРСР прийняла відозву до всіх народів і урядів світу, в якій сповіщала про створення СРСР та про те, що його вищі органи влади та управління почали роботу.
|                                                           | День 6 липня – пам’ятний день для трудящих не лише СРСР, а й усього світу: в цей день закладено на території земної кулі підвалини Всесвітнього Союзу Радянських Соціалістичних Республік |
| — Календар комсомольця на 1925 р. – Харків, б/р. – С. 18. | |

На початку 1920-х років радянські республіки переживали не найкращі часи. Вони не могли ніяк оговтатися від наслідків Громадянської війни. В Україні та на Поволжі лютував голод, викликаний як посухою, так і свідомими діями Радянської влади. В окремих районах відбувалися селянські антирадянські повстання. У березні 1921 р. на Балтійському морі у Кронштадті моряки, незадоволені політикою «воєнного комунізму», підняли антибільшовицьке повстання під гаслами: «Влада Радам, а не комуністам!» Ці обставини не могли не впливати на розвиток всього господарства. Промисловість у республіках залишалась у стані колапсу. Політика «воєнного комунізму» не виправдала себе. У березні Х з'їзд РКП(б) ухвалив рішення про запровадження нової економічної політики — НЕПу. Неп став фактичним відходом від соціалістичного господарювання і позначився відновленням товарно-грошових відносин. Така політика ставила за мету відродження промисловості та сільського господарства. Селяни відтепер могли вільно продавати залишки своєї продукції на ринках. Таким чином, з'явилася зацікавленість у своїй праці. Проте неп важко назвати капіталізмом. Над промисловістю зберігалося адміністративне управління, що сковувало розвиток підприємств. 21 січня 1924 р. помер засновник Радянської держави, голова Раднаркому СРСР В. І. Ленін. Його тіло забальзамували і поховали в Мавзолеї. Відразу після смерті Леніна почалася боротьба за владу. Невдовзі фактичним лідером держави став генеральний секретар ЦК Йосип Сталін. Він зумів перетворити цю фактично технічну посаду у ключову. Поступово він зосередив усю повноту влади в державі. Паралельно йшла боротьба за владу з його найзапеклішим політичним противником, соратником Леніна, Левом Троцьким. З приходом до влади Сталіна СРСР поступово стає тоталітарною державою.
Радянський Союз, що був формально створений у 1922—1924 роках, у своїх найголовніших і найбільш очевидних рисах являв відновлену Російську імперію. Помітивши це відразу після 1917 року значна частина російських емігрантів, котрі ненавиділи проголошені більшовиками комуністичні ідеї, віддавали належне більшовикам за порятунок Росії від розпаду. Лунали навіть заклики до всіх «російських патріотів» підтримувати більшовицький уряд. Хоча ці заклики не мали значної підтримки серед еміграції, все ж існувало загальне переконання, що Росія і під більшовицьким прапором залишилася Росією.

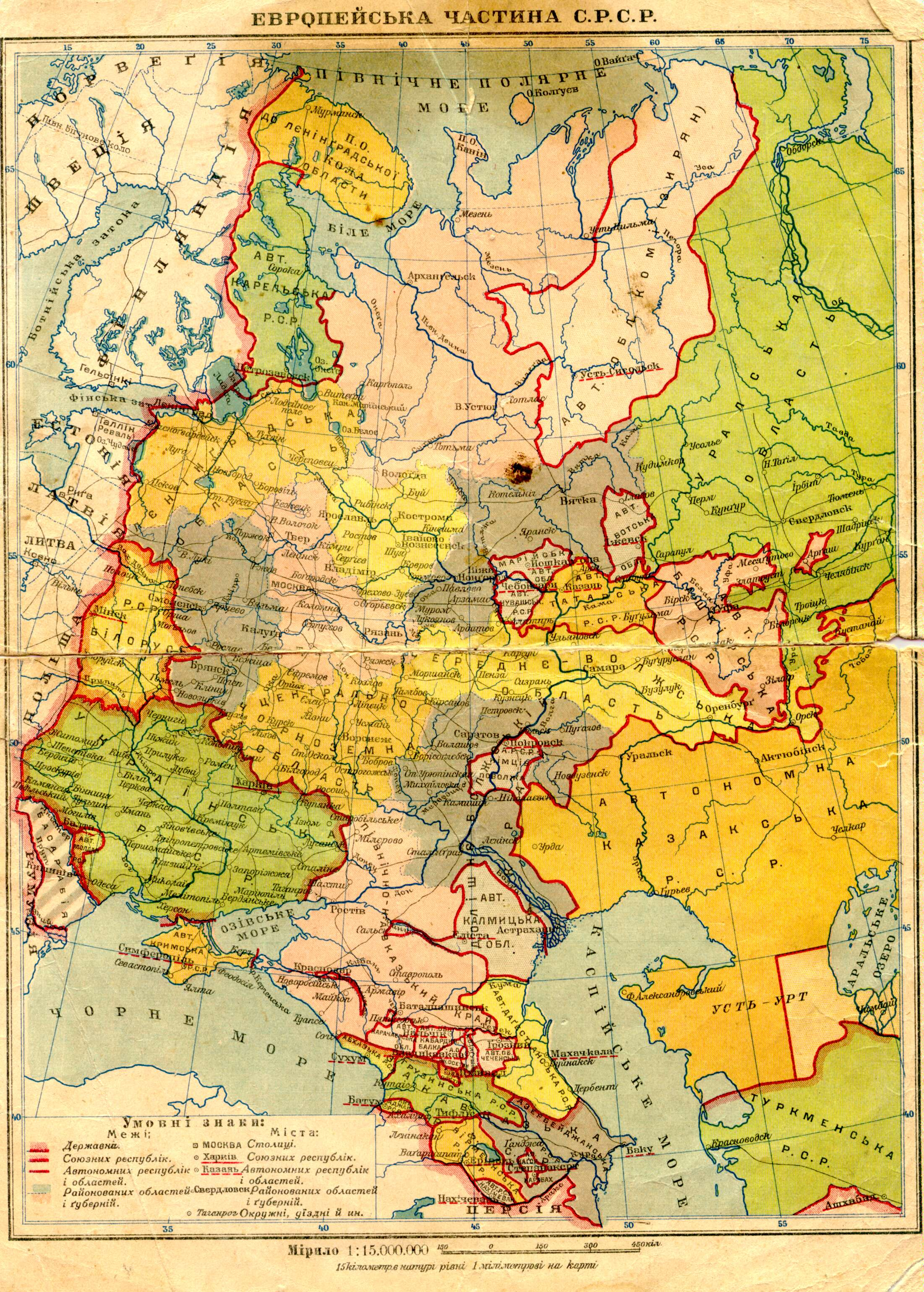
Мапа європейської частини СРСР, 1929
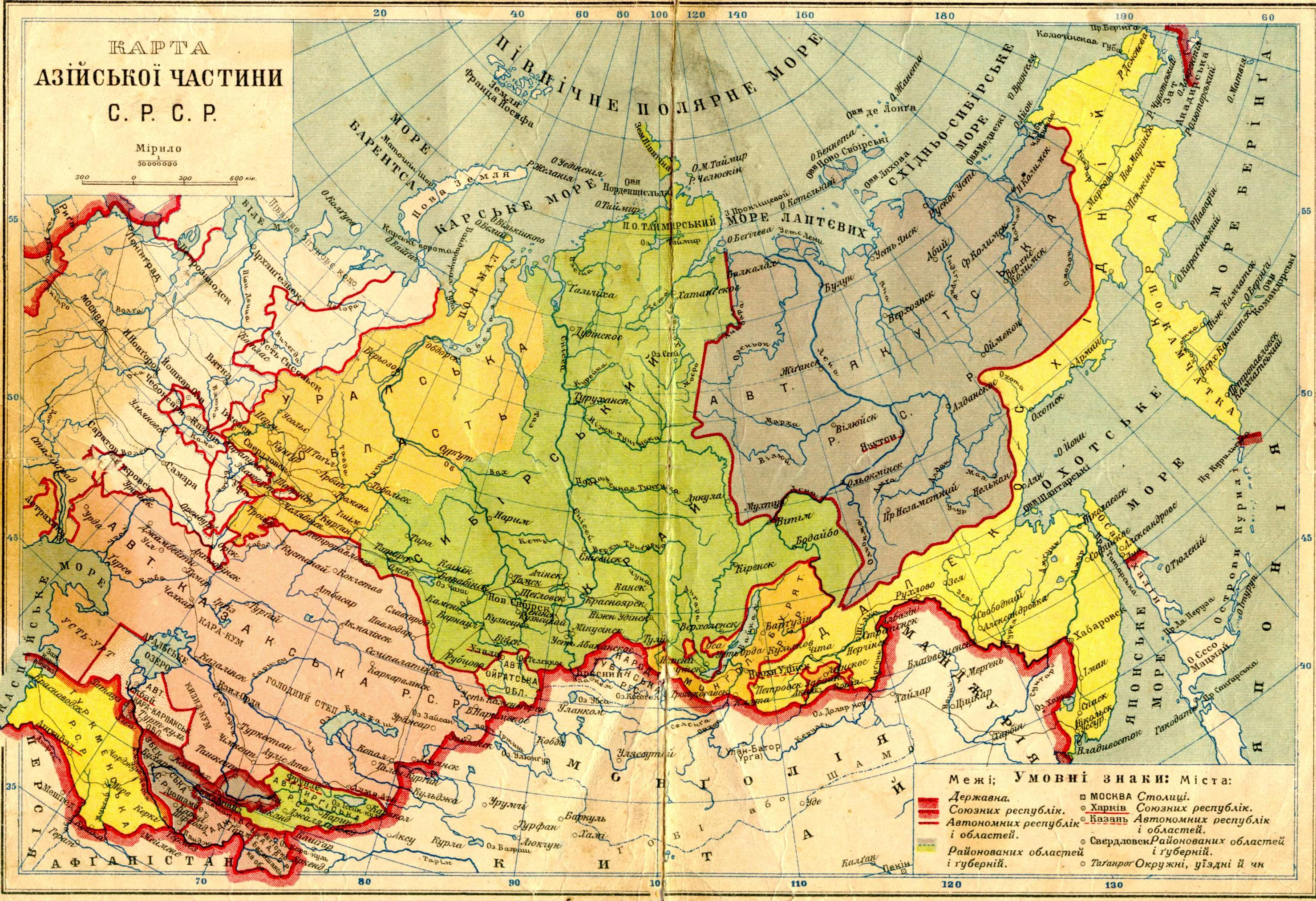
Мапа азійської частини СРСР
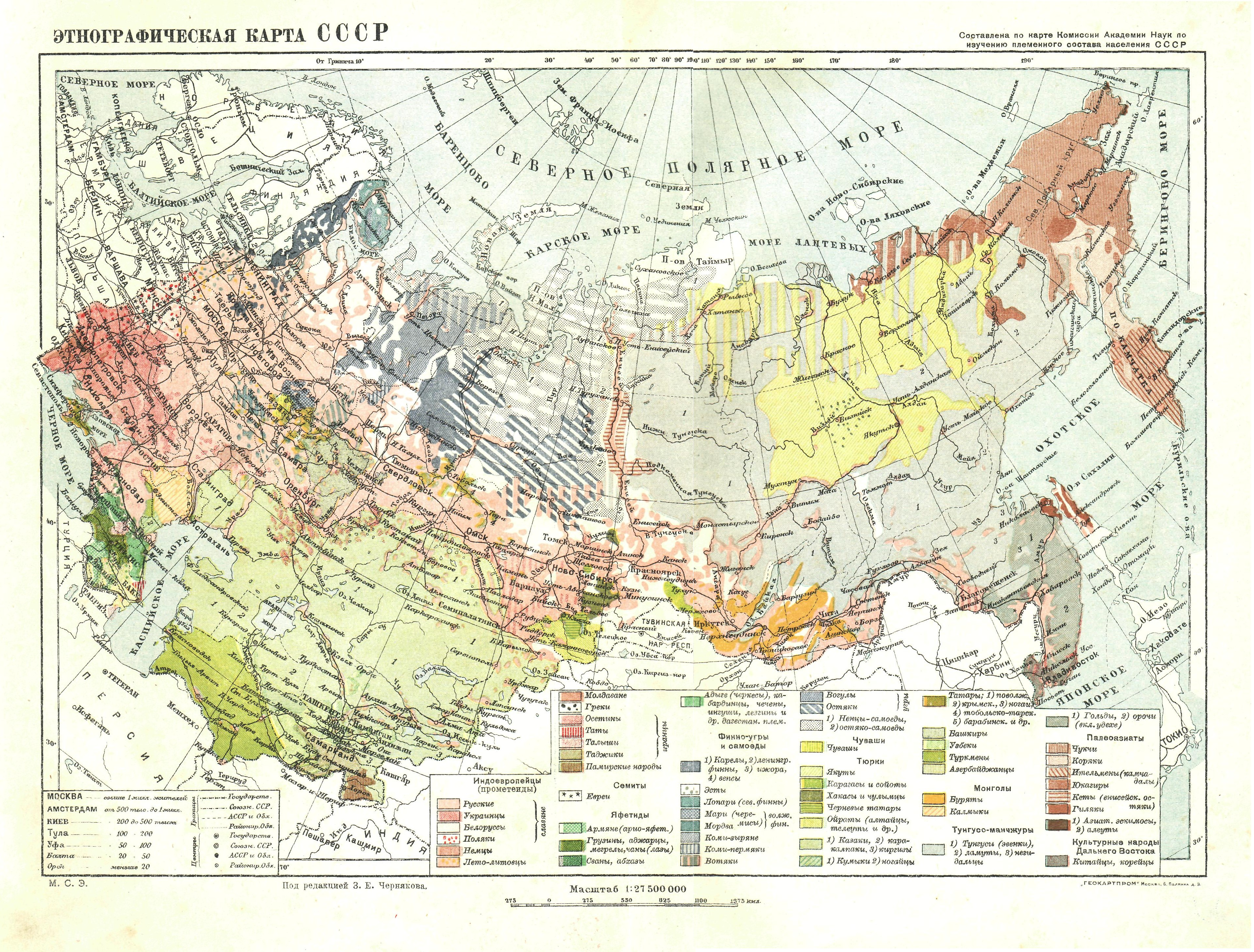
Етнографічна карта СРСР, 1930

### Створення нових республік
Позиція В. Леніна щодо устрою нової держави переважила сталінський план «автономізації». За пропозицією Леніна, до складу нової держави входили рівноправні республіки: РСФРР, УСРР, БСРР і ЗРСФР. Проте насправді всі найважливіші рішення приймалися лише в Москві. За Конституцією, кожна з республік мала право на вихід із союзної держави. Проте на практиці ця норма не могла бути втілена в життя. Територія Радянського Союзу швидко зростала, а також ріс формальний статус автономних утворень. Так, на території Туркестанської АСРР 27 жовтня 1924 р. були сформовані Туркменська й Узбецька СРР. 5 грудня 1929 р. утворилася Таджицька СРР. 5 грудня була ліквідована Закавказька СРР і на її базі утворилися Грузинська, Азербайджанська і Вірменська РСР.

### Великий терор
В 1929 році вибухнула світова економічна криза. У зв'язку з тим, що в СРСР у період НЕПу частково сформувалася ринкова система, світова криза зачепила СРСР. Спад промисловості та проблеми з продуктами по всій країні у зв'язку з переважанням невеликих приватних підприємств. Керівництво СРСР після довгих суперечок приймає рішення про проведення індустріалізації країни — створення великої промисловості, яка, своєю чергою, дасть змогу створити потужний військово-промисловий комплекс для оборони від західних держав і Німеччини у випадку нападу, а також для подальшого поширення соціалістичної системи в усьому світі. Одною з умов індустріалізації є колективізація — створення великих сільськогосподарських підприємств — колгоспів та радгоспів. Прогнозується, що в деяких районах країни можливий опір цим заходам влади. Вирішено проводити колективізацію за всяку ціну — зокрема чинити вплив на населення деяких районів за допомогою продзаготівель (створено умови для голодомору), незгодних — заарештовувати і відправляти в концтабори.
У 1932—1933 під керівництвом Сталіна було організовано штучний голодомор, що охопив території України, Казахстану, Поволжя та Північного Кавказу. Голодомор в Україні 1932—1933 став однією з найстрашніших трагедій в історії людства. Під час голоду 1932—1933 вмирає близько 10 % населення України, переважно сільського. Залишаються ті хто знайшов собі місце і роботу в новій суспільній системі — вступив до колгоспу, переїхав жити до міста, вступив у Червону Армію або НКВС. Таким чином, як це не парадоксально, але саме в цей період закладаються основи майбутньої радянської системи — в суспільстві стає мізерною частка приватної власності, створюється велика промисловість, колгоспна система, система освіти, починають швидкими темпами розвиватись природничі науки, зростає роль армії, НКВС і центральної влади в житті суспільства.
Зростає роль репресій у житті суспільства — починає працювати система ГУЛАГ (система концтаборів), де не дотримувалися елементарні людські права, тому тисячі людей вмирали від голоду, хвороб та непосильної праці.
Впроваджується нові погляди на суспільне життя — принцип переваги загального над власним. Героями проголошуються такі люди, як Павлік Морозов — хлопчик, який ставить інтереси радянської влади вище за інтереси рідної сім'ї (доносить на батька). Іде боротьба зі старою суспільною ідеологією — релігією, наприклад, у 1932 році проходить «безбожна п'ятирічка», протягом якої було знищено близько 95 % церков, що діяли в 1920-их роках.

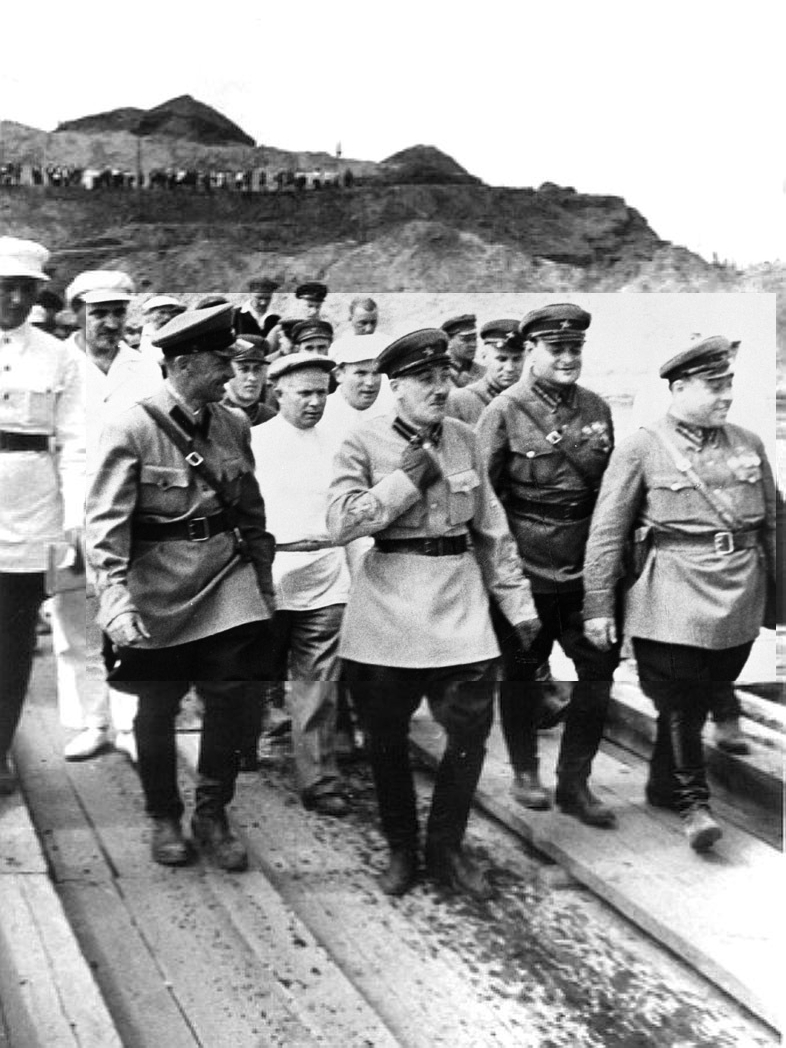
ГУЛАГ: Генріх Ягода оглядає будівництво Біломорсько-Балтійського каналу
Адольф Гітлер та В'ячеслав Молотов під час візиту останнього до Берліна, листопад 1940

### Друга світова війна
В 1933 у Німецькій Державі до влади прийшли націонал-соціалісти.
У 1939 році були укладені радянсько-німецькі договори (в тому числі так званий пакт Молотова — Ріббентропа), що поділили сфери впливу в Європі, відповідно до яких низка територій Східної Європи визначалася як сфера інтересів СРСР.
Друга світова війна розпочалась нападом Третього Рейху на Польську республіку, який зі сходу був підтриманий СРСР. Третій Рейх захопив Данію, Норвегію, Бельгію, Нідерланди та Французьку республіку, і наприкінці 1940 року нею була захоплена майже вся Західна Європа.
Своєю чергою, в 1939—1940 роках СРСР, у союзі з нацистською Німеччиною, поширив свій вплив на Західну Україну, Західну Білорусь, країни Балтії, Бессарабію та Північну Буковину. Західна Україна відразу була приєднана до складу УРСР (див.: Вторгнення СРСР до Польщі).
У листопаді 1939 року СРСР вступив у війну з Фінляндією (див.: Радянсько-фінська війна). За напад на Фінляндію СРСР був виключений з Ліги Націй як агресор. Надалі, з 1941 до перемир'я 1944 року, Фінляндія брала участь у Другій світовій війні на боці Німеччини.

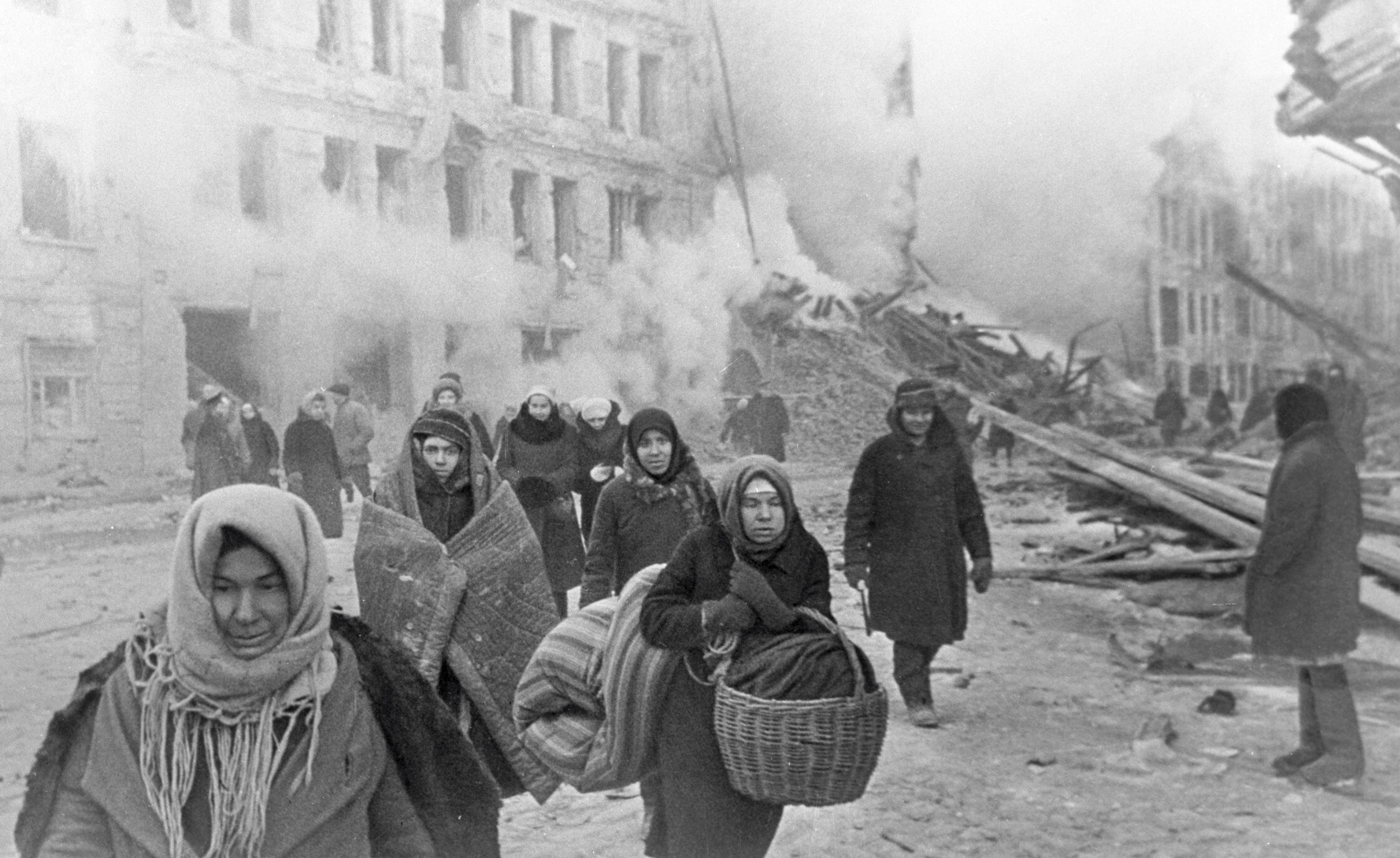
Блокада Ленінграда

22 червня 1941 року Третій Рейх, порушивши акт про ненапад, напав і на Радянський Союз. Розпочалася Німецько-радянська війна, яка у радянській історії отримала назву «Велика Вітчизняна війна». Ця війна тривала чотири роки — з 1941 по 1945. 9 травня 1945 року СРСР закінчив війну з Третім Рейхом перемогою.
9 серпня того ж року СРСР розпочав військові дії проти Японської імперії.

### Відбудова. Холодна війна
Після Другої світової війни СРСР поширює свій вплив на країни Східної Європи, деякі країни Америки, Азії й Африки. При цьому керівництво СРСР відмовляється від планів утворення світового союзу радянських республік. Створюється міжнародна соціалістична система на противагу капіталістичній. У цей час провідну роль у капіталістичній системі світу отримують США. Початок «холодної війни». План Маршалла був системою допомоги США країнам світу (переважно Західної Європи) у відбудові їхньої промисловості.
Після закінчення війни сильна центральна влада продовжує зосереджуватись у Москві. При цьому влада у своїй політиці все більше починає уділяти уваги внутрішнім перетворенням суспільства. Вище керівництво країни за своїм складом і психологією відрізняється від того, яке було до війни — переважають люди, для яких рідна російська мова, які виховані в рамках російської культури і вважають себе частиною російського народу. Це одна з причин централізованої русифікації суспільства, тобто нав'язування російської мови і культури, яка починається після війни, в усіх радянських республіках. Закриваються створені до війни бібліотеки, культурні товариства, газети і журнали, які сприяли розвитку культур різних народів СРСР, зокрема українські, тюркські (кримськотатарські), єврейські. Ці заходи проводяться в рамках проголошеної боротьби з націоналізмом, фашизмом і космополітизмом. Збільшується кількість репресій за національною ознакою — війна з УПА в Західній Україні, арешти культурних діячів різних народів СРСР, переселення чеченців і кримських татар (під приводом співпраці з німцями у роки Другої Світової Війни).
Після смерті Сталіна починається новий етап існування СРСР — відлига.

### Відлига

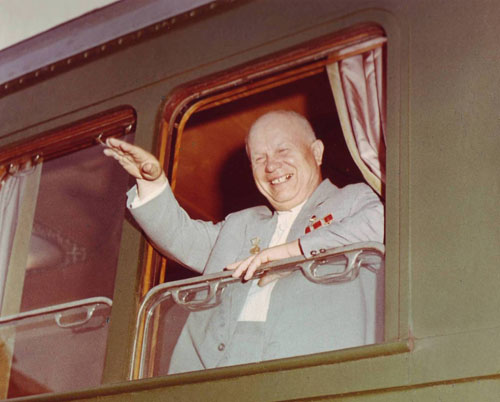
Микита Хрущов

Після завершення Другої світової війни СРСР збільшився внаслідок приєднання деяких нових територій. Крім того, утворився так званий «табір соціалізму», до якого увійшли нові країни — Чехословаччина, Польща, НДР та інші. У цих країнах була встановлена жорстка влада, що направлялася керівниками СРСР.
Після війни репресії усередині країни продовжувалися. Крім того, погіршилися стосунки з країнами Заходу, почалося жорстке змагання систем, перегони озброєнь.
У 1953 році помер Йосип Сталін і лідером країни став Микита Хрущов, який зробив перші кроки у зруйнуванні культу особи Сталіна та поширення правди щодо методів його правління (хоча замовчувалася власна роль Хрущова під час сталінських репресій). Офіційне викриття цього культу відбулося на 20-му з'їзді КПРС у 1956 р. Хрущов приділяв деяку увагу підвищенню рівня життя громадян держави (зокрема, було побудовано багато нових житлових будинків, так званих «хрущовок»), скасував «сільське рабство» (видав паспорти селянам, що скасувало заборону на їх переміщення). Але економіка СРСР постраждала від волюнтаристичних, недалекозорих рішень партії. У 1962 виникла ракетна криза на Кубі, яка мало не призвела до ядерної війни, але була успішно розв'язана зусиллями Хрущова та Кеннеді.

### Застій

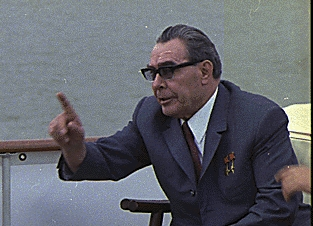
Леонід Брежнєв.

У 1964 році консервативно налаштована партійна верхівка усунула від влади Хрущова, висунувши замість нього Леоніда Брежнєва. Кремлівський переворот 1964 року був класичним політичним переворотом — специфічною формою захоплення влади певним політичним угрупованням, що зумовлює докорінні зміни у персональному складі панівної еліти, але не передбачає трансформації політичної системи суспільства.
Цей час (1964–1985) відомий як період застою. У радянському суспільстві не відбувається майже ніяких значних перетворень — при владі залишаються старі люди, які не зацікавлені в жодних змінах, а простий народ не має змоги суттєво змінити ситуацію. «Брежнєвська доба» вважається найліпшим часом існування СРСР як з економічної, так і з геополітичної точки зору. Проте насправді радянська економіка знаходилася у стані стагнації. Інфляція мала прихований характер. Основною статтею радянського експорту становила сировинна база, а саме: нафта, природний газ, ліс, метал. Так звані «нафтодолари» не йшли на покращення побуту та рівня життя радянських людей. СРСР продовжував політику підтримки країн третього світу.
Протягом цього періоду відбувається придушення спроби революції в Чехословаччині (1968) та введення військ до Афганістану (1979).
У листопаді 1982 року помер керівник держави — Генеральний секретар ЦК КПРС Леонід Брежнєв. Його наступником став голова КДБ Юрій Андропов, а згодом Костянтин Черненко. Через важкий стан здоров'я вони померли дуже швидко після приходу до влади.

### Перебудова

Горбачов (праворуч) з Рейганом (посередині).

У 1985 році Генеральним секретарем ЦК КПРС став наймолодший член Політбюро ЦК КПРС 54-річний Михайло Горбачов, який оголосив так звану перебудову: різко зросла політична активність народу, сформувалися масові національні рухи. Горбачов вважав, що демократизація, гласність, розвиток підприємства в обмеженому вигляді кооперативів та відкриття держави світові поліпшить життя людини. Фактично закінчилася холодна війна. Було виведено радянські війська з Афганістану. Але справжні реформи в галузі економіки звелись лише до витрат останніх резервів держави в «довгобуди». У країні почалася величезна соціально-економічна криза.
Гласність виявила серйозні проблеми в економіці та міжнаціональних відносинах, які раніше не вирішувалися. Радянська імперія стала поступово розпадатися. Прибалтійські республіки, а пізніше деякі інші проголосили, що виходять зі складу СРСР. У серпні 1991 після провалу комуністичного перевороту (див. ДКНС) більшу владу одержав президент Росії Борис Єльцин, який прискорив розпад комуністичних структур. У грудні 1991 СРСР офіційно припинив існування.
На думку деяких дослідників, найбільш далекоглядні діячі партії та комсомолу, заради збереження фактичної влади, ще в середині 1980-х почали виводити з державної власності найцінніше майно, засновували політичні партії, великі кооперативи, приватні банки, друкарні.

### Розпад

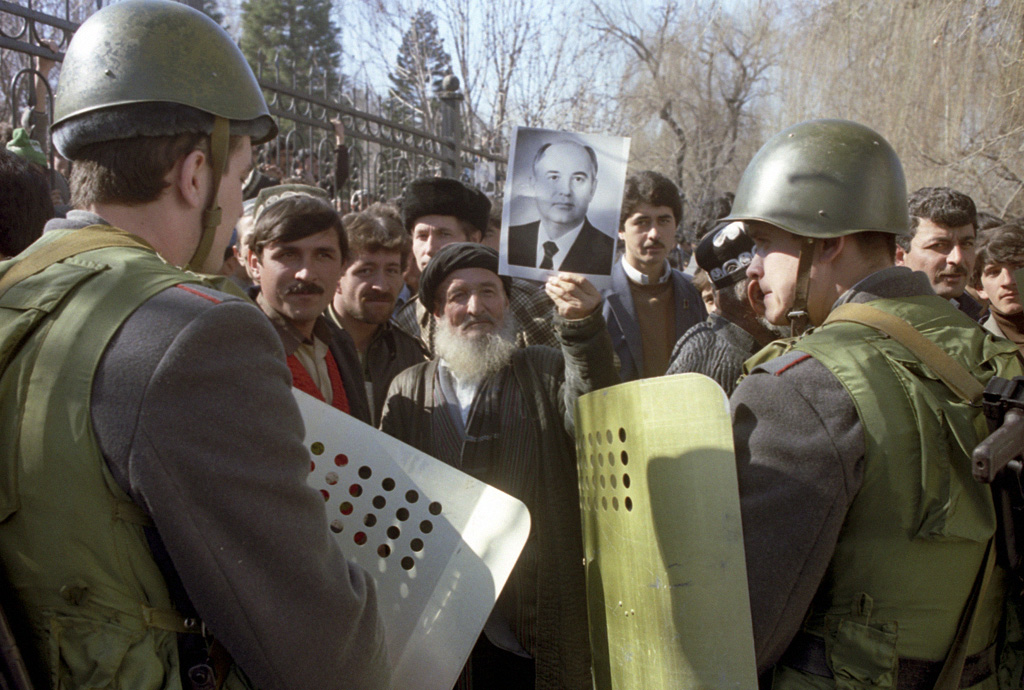
Душанбе, Таджицька РСР, 1990 p.

Наприкінці 1980-х років у СРСР розпочинається економічна та політична криза. В 1989 році комуністи поступово втрачають контроль над країнами Східної Європи. У лютому 1990 році в СРСР проходять перші конкурентні вибори, що дозволило демократичним силам отримати представництво в парламентах. Поступово в 1990—1991 роках практично всі республіки прийняли декларації про суверенітет, а згодом і про незалежність. Також незалежність оголосили окремі автономні республіки Росії та деякі регіони інших республік СРСР, зокрема, проголосили незалежність Чечня та Татарстан. Одночасно комуністична партія на чолі з Горбачовим втрачає вплив у Російській РФСР. Горбачов та окремі комуністичні партійні діячі здійснили низку неуспішних спроб повернення контролю над республіками, зокрема зі спробою застосування військових.
8 грудня 1991 року голови республік-першозасновників СРСР — Росії, України та Білорусі — Борис Єльцин, Леонід Кравчук і Станіслав Шушкевич у держрезиденції «Віскулі» в Біловезькій пущі підписали угоди, згідно з якими Радянський Союз припинив існування як суб'єкт міжнародного права. Водночас ці держави підписали угоду про створення міждержавного об'єднання — Співдружності Незалежних Держав (або СНД), до якої увійшли ще 9 колишніх республік СРСР (крім трьох прибалтійських), яка мала стати базисом для цивілізованого «розлучення» новостворених країн та запобігання міжнаціональних конфліктів. Іще деякий час після підписання цих угод продовжували існувати деякі центральні органи влади СРСР, так що факт зникнення цієї держави залишався не визнаним юридично. 25 грудня 1991 року подав у відставку Президент СРСР Михайло Горбачов. У той же день з будівель адміністративних будинків було знято прапори СРСР, а єдиним органом, який існував і вважав себе органом влади СРСР, залишилася Рада Республік Верховної Ради СРСР (тобто одна з палат парламенту). Уранці 26 грудня 1991 року ця палата зібралася на своє останнє засідання, на якому було ухвалено рішення, в якому було констатовано факт припинення існування Радянського Союзу.
Російська Федерація — раніша РРФСР — узяла на себе права та обов'язки Радянського Союзу та була визнана де-факто державою-правонаступницею. У той самий час Україна за законом проголосила, що є державою-правонаступницею як Української РСР, так і Радянського Союзу. Україна відмовилася визнати виключні російські претензії на правонаступництво СРСР та претендувала на такий статус і для України, що було закріплено в статтях 7 і 8 її закону 1991 року Про правонаступництво України. З моменту здобуття незалежності в 1991 році Україна продовжувала пред'являти позови проти Росії в іноземних судах, прагнучи повернути свою частку іноземної власності, яка належала СРСР.
У нині присутніх країнах — колишніх республіках СРСР, що сформувались після розпаду СРСР, є певні групи населення, особливо серед російських національних меншин, що сподіваються на «відновлення СРСР» і провадять у цьому напрямку пропаганду, намагаючись «обґрунтувати» його «невідворотність».

## СРСР у геополітиці

### Погляд зовні на СРСР на початку створення
До країн, які поступово могли стати провідними у світі, Шпенґлер відносив США і Японію, зазначаючи при цьому їх неминуче зіткнення за панування в Тихому океані. Хороші перспективи, вважав він, має і Росія, але тільки після звільнення від більшовицького режиму. «Більшовицький уряд не має нічого спільного з державою в нашому розумінні, яким була петровська Росія. Подібно Золотій Орді у монгольську пору, воно складається з панівної орди — …комуністичної партії з ватажками й усемогутнім ханом, а також із незліченної, покірної та беззахисної маси. Тут мало що вціліло від справжнього марксизму, крім гасел і програми. Насправді наявний чисто татарський абсолютизм, що підбурює весь світ і грабує його, не знаючи ніяких кордонів … хитрий, жорстокий, що використовує вбивство як повсякденний засіб влади».

## Адміністративний поділ
Станом на 1987 рік СРСР поділявся на 15 республік, у складі яких перебували 20 автономних республік, 8 автономних областей, 10 автономних округів, 6 країв, 123 області, 3255 районів.
| 1956–1991 | 1956–1991 | 1956–1991           | 1956–1991 | 1956–1991 |
| --------- | --------- | ------------------- | --------- | --------- |
|           | Прапор    | Республіка          | Столиця   |           |
| 1         |           | Азербайджанська РСР | Баку      |           |
| 2         |           | Вірменська РСР      | Єреван    |           |
| 3         |           | Білоруська РСР      | Мінськ    |           |
| 4         |           | Грузинська РСР      | Тбілісі   |           |
| 5         |           | Казахська РСР       | Алма-Ата  |           |
| 6         |           | Киргизька РСР       | Фрунзе    |           |
| 7         |           | Латвійська РСР      | Рига      |           |
| 8         |           | Литовська РСР       | Вільнюс   |           |
| 9         |           | Молдавська РСР      | Кишинів   |           |
| 10        |           | Російська РФСР      | Москва    |           |
| 11        |           | Таджицька РСР       | Душанбе   |           |
| 12        |           | Туркменська РСР     | Ашгабад   |           |
| 13        |           | Узбецька РСР        | Ташкент   |           |
| 14        |           | Українська РСР      | Київ      |           |
| 15        |           | Естонська РСР       | Таллінн   |           |

## Населення
Чисельність населення (у тис. осіб) республік у складі СРСР:

Динаміка населення СРСР за національним складом; природний приріст і населення нових територій

| Радянська республіка | 1959    | 1970    | 1979    | 1989    | 1990    | 1991    |
| -------------------- | ------- | ------- | ------- | ------- | ------- | ------- |
| СРСР у цілому        | 208 827 | 241 720 | 262 436 | 286 731 | 288 624 | 290 077 |
| Російська РФСР       | 117 534 | 130 079 | 137 551 | 147 400 | 148 041 | 148 543 |
| Українська РСР       | 41 869  | 47 126  | 49 755  | 51 707  | 51 839  | 51 944  |
| Білоруська РСР       | 8 055   | 9 002   | 9 560   | 10 200  | 10 259  | 10 260  |
| Узбецька РСР         | 8 106   | 11 799  | 15 391  | 19 905  | 20 322  | 20 708  |
| Казахська РСР        | 9 310   | 13 009  | 14 684  | 16 536  | 16 691  | 16 793  |
| Грузинська РСР       | 4 044   | 4 686   | 5 015   | 5 443   | 5 456   | 5 464   |
| Азербайджанська РСР  | 3 698   | 5 117   | 6 028   | 7 038   | 7 131   | 7 137   |
| Литовська РСР        | 2 711   | 3 128   | 3 398   | 3 690   | 3 723   | 3 728   |
| Молдавська РСР       | 2 884   | 3 569   | 3 947   | 4 338   | 4 362   | 4 367   |
| Латвійська РСР       | 2 093   | 2 364   | 2 521   | 2 680   | 2 687   | 2 681   |
| Киргизька РСР        | 2 066   | 2 934   | 3 529   | 4 290   | 4 367   | 4 422   |
| Таджицька РСР        | 1 980   | 2 900   | 3 801   | 5 109   | 5 248   | 5 358   |
| Вірменська РСР       | 1 763   | 2 492   | 3 031   | 3 288   | 3 293   | 3 376   |
| Туркменська РСР      | 1 516   | 2 159   | 2 759   | 3 534   | 3 622   | 3 714   |
| Естонська РСР        | 1 197   | 1 356   | 1 466   | 1 573   | 1 583   | 1 582   |

Природний рух (1990):
- Природний рух (1990):
 Народжуваність: 18 на 1000
 Смертність: 10 на 1000
 Природний приріст: + 8 на 1000
 Дитяча смертність: 24 на 1000 живонароджених (1990)
 Тривалість життя при народженні (1990): 
 чоловіки — 65 р. 
 жінки — 74 р.
 Сумарний коефіцієнт народжуваності (1990):
 2.4 дитини(1990)

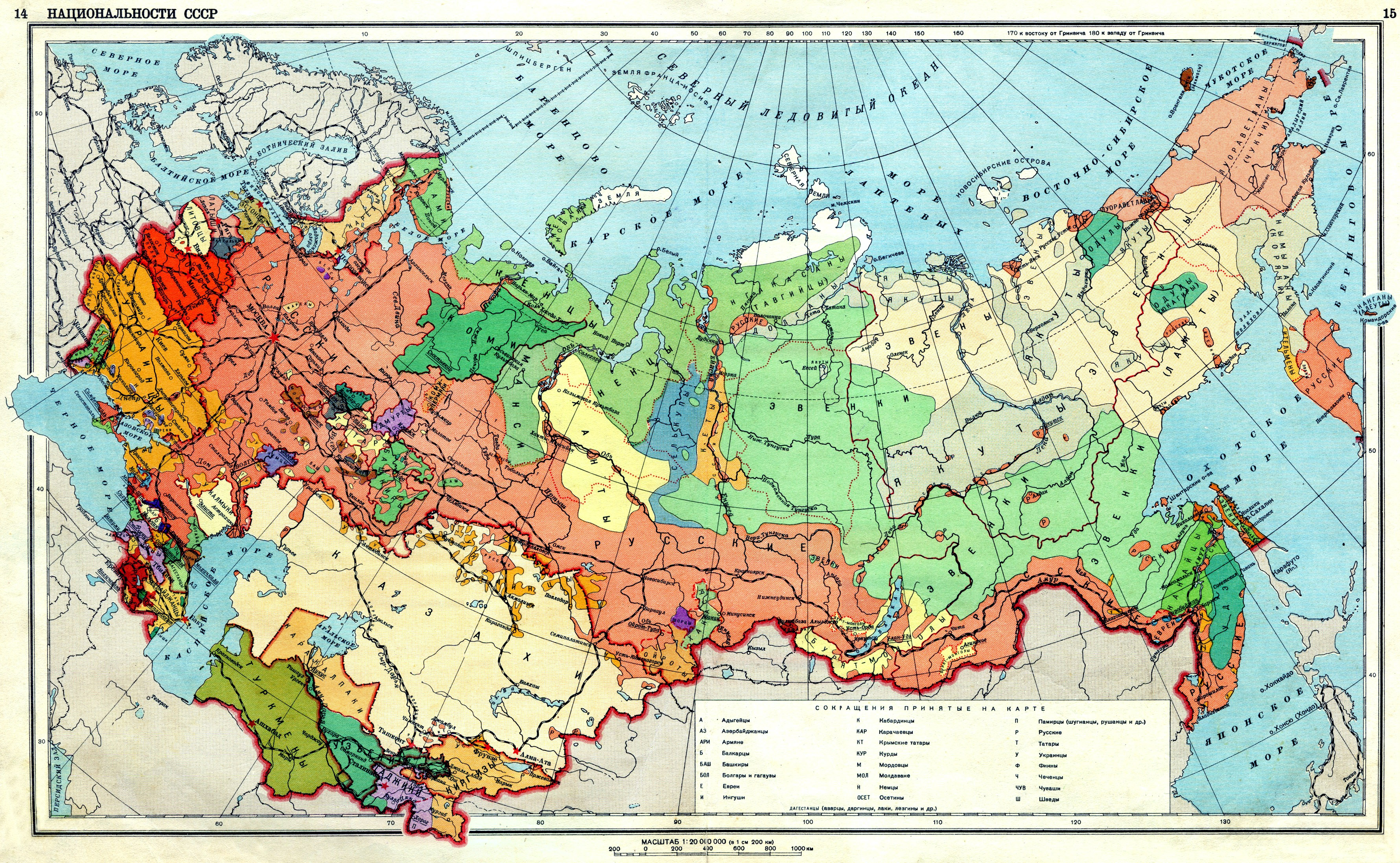
Національності (1941)
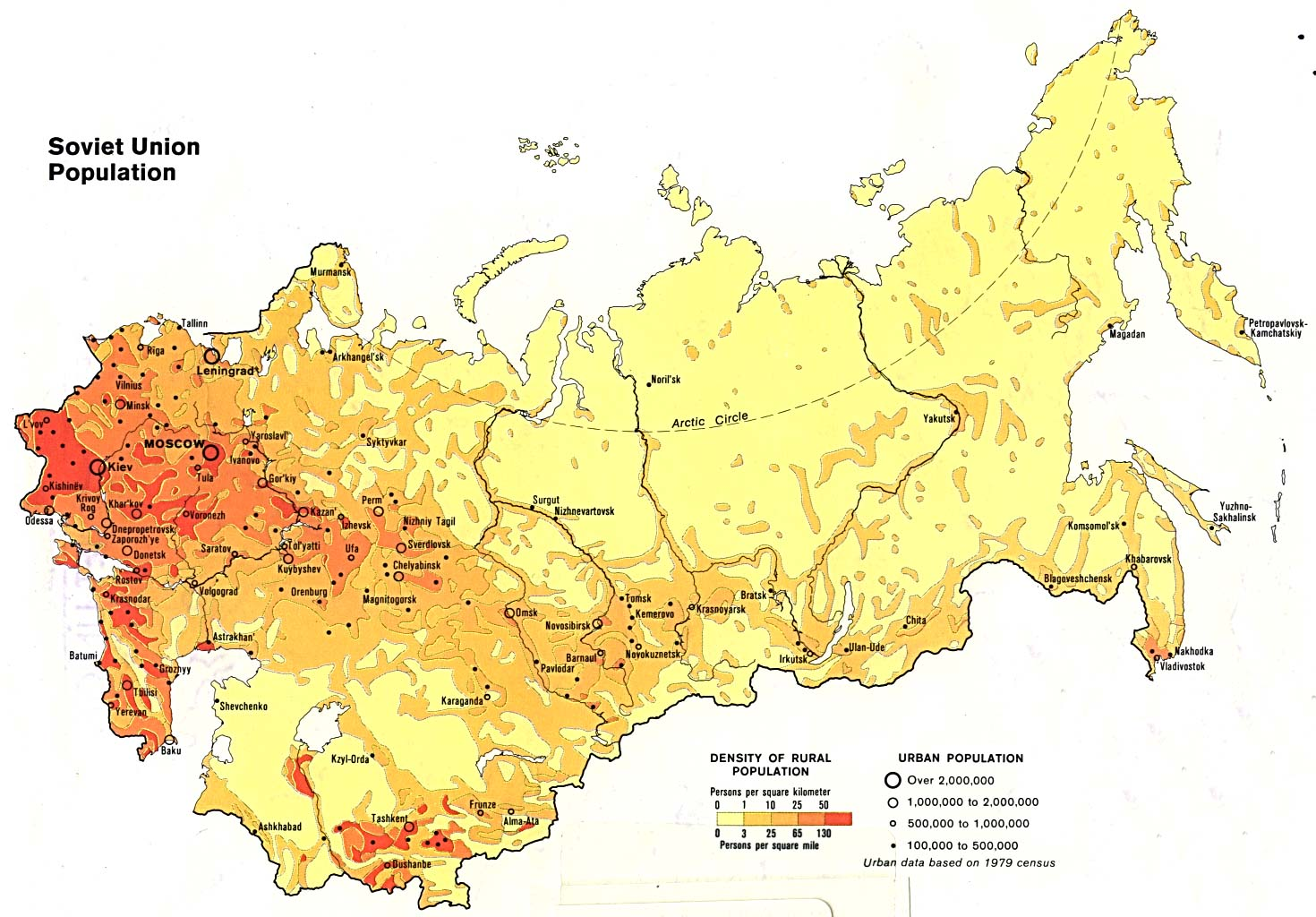
Густота (1982)
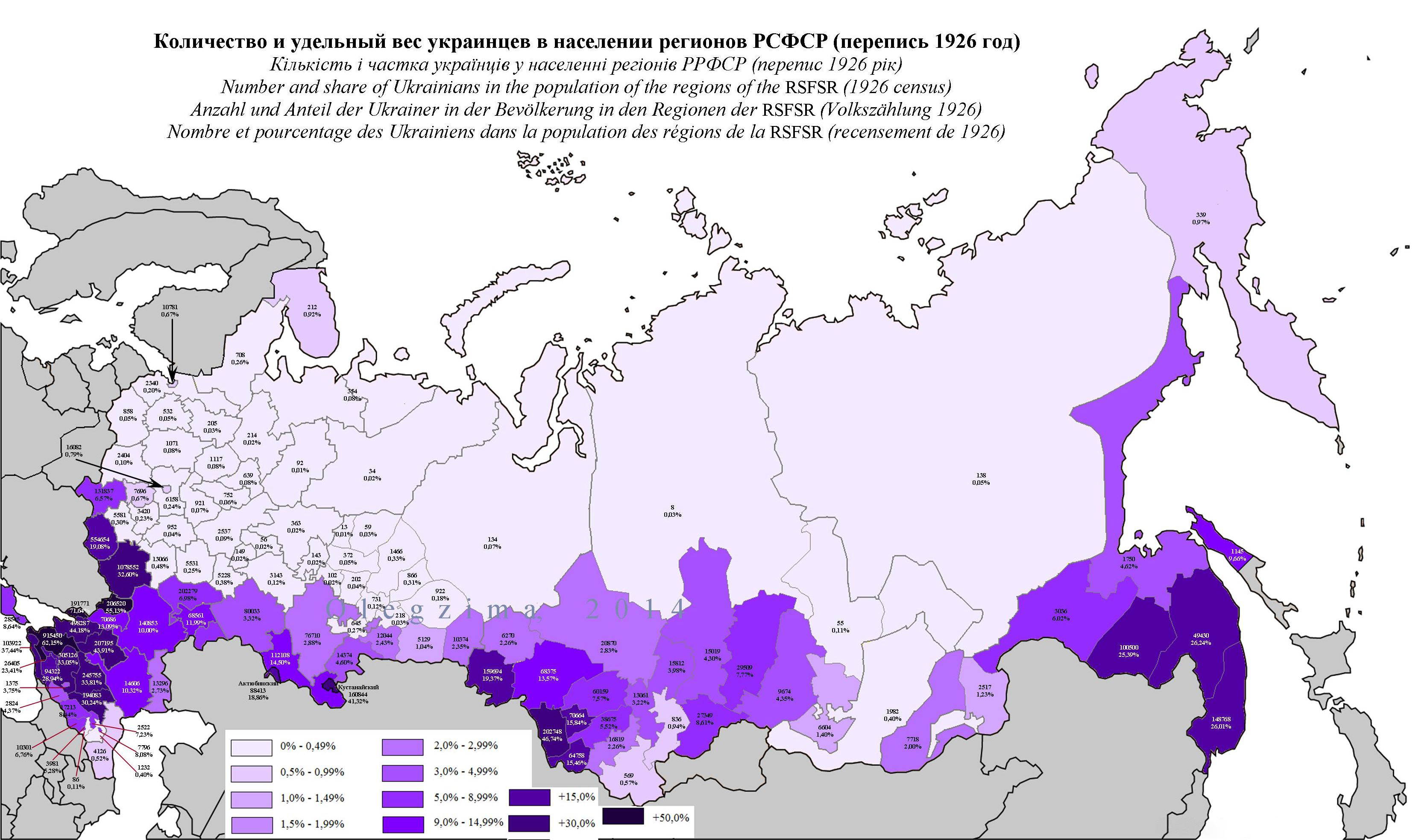
Кількість і частка українців у населенні регіонів РРФСР (перепис, 1926)

## Політична система та ідеологія

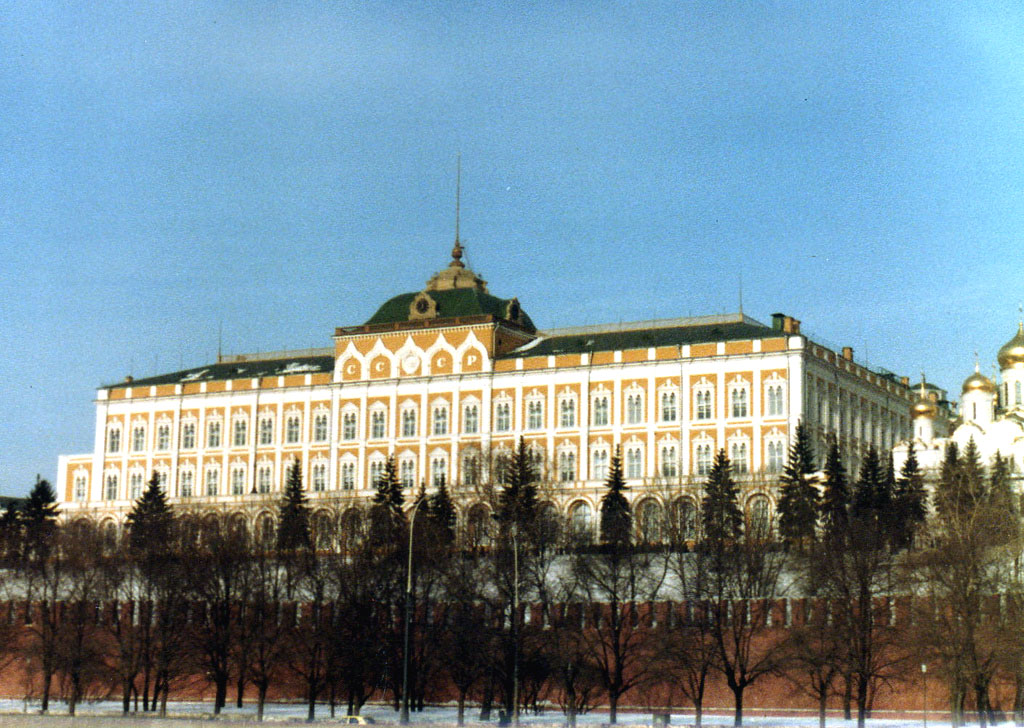
Великий Кремлівський палац, де з 1934 р. проходили сесії Верховної Ради СРСР. Москва. 1982

Стаття 2-га Конституції СРСР 1977 року проголошувала:
Вся влада в СРСР належить народові. Народ здійснює державну владу через Ради народних депутатів, які становлять політичну основу СРСР. Всі інші державні органи підконтрольні і підзвітні Радам народних депутатів.
На виборах висувалися кандидати від трудових колективів, профспілок, молодіжних організацій (ВЛКСМ), самодіяльних творчих організацій, а також від партії (КПРС).
До проголошення соціалізму в СРСР Конституцією СРСР 1936 року, в СРСР офіційно проголошувалася диктатура пролетаріату і селянства. Стаття 3-тя Конституції 1936 року була такою: «Вся влада в СРСР належить трудящим міста і села в особі Рад депутатів трудящих».
Радянська політична система відкинула принцип поділу влади й незалежності влади, поставивши законодавчу владу над виконавчою і судовою. Радянська законність характеризувалася невідповідністю державних актів вимогам чинного законодавства. Джерелом права формально були тільки постанови законодавця, тобто Верховної ради СРСР, хоча реальна практика значно розходилася з конституційними положеннями. Повсякденна законотворча діяльність на практиці здійснювалася Президією Верховної ради СРСР, що складався з Голови, 15 заступників Голови, секретаря та 20-ти інших членів. Верховна рада СРСР обиралася на 4 роки. Вона обирала Президію Верховної ради СРСР, формувала Раду міністрів СРСР, обирала суддів Верховного суду СРСР і призначала Генерального прокурора СРСР.
Колективним главою держави в 1923—1937 рр. був Всесоюзний з'їзд Рад, у проміжках між з'їздами — його Президія. У 1937—1989 рр. колективним главою держави вважалася Верховна рада СРСР, в проміжках між сесіями — Президія Верховної ради СРСР. В 1989—1990 рр. одноосібним главою держави був Голова Верховної ради СРСР, в 1990—1991 рр. — Президент СРСР.
Фактична влада в СРСР належала керівництву КПРС (ВКП(б)), яка функціонувала відповідно до свого внутрішнього статуту. Конституція 1977 року, на відміну від попередніх, вперше відбивала фактичну роль КПРС в управлінні державою: «Керівною і напрямною силою радянського суспільства, ядром його політичної системи, державних і громадських організацій є Комуністична партія Радянського Союзу».
Центральна радянська еліта складалася з номенклатури, яка визначала внутрішню і зовнішню політику Країни Рад. Вона не тільки зосереджувалася в серці Росії, а й сама була переважно російською (тобто її становили росіяни або русифіковані інородці). Периферійні радянські еліти теж були представниками номенклатури, але вони реалізовували виключно політику центру. На кінець періоду існування СРСР апарат управління налічував 18 000 000 осіб.
В СРСР законодавчо ніяка ідеологія не проголошувалася державною або панівною, але, з огляду на політичну монополію Комуністичної партії, такою ідеологією де-факто була ідеологія КПРС — марксизм-ленінізм, яку в пізньому СРСР іменували «соціалістичною марксистсько-ленінською ідеологією». Політична система СРСР розглядалася як «соціалістична держава», тобто як «політична частина надбудови над економічним базисом соціалізму, новий тип держави, що приходить на зміну буржуазній державі в результаті соціалістичної революції». Однак, на думку деяких західних дослідників радянського суспільства, в пізньому СРСР марксизм у реальності трансформувався в націоналістичну і етатичну ідеологію, тоді як класичний марксизм проголошував відмирання держави при комунізмі.
Єдиними інститутами, які легально залишалися (але часто піддавалися гонінням) організованими носіями ворожої марксизму-ленінізму ідеології, були зареєстровані релігійні об'єднання (релігійні громади та групи).

## Економіка
Індустрія СРСР від початку мала дві основні проблеми. Перша — це непомірно висока частка військового виробництва в загальному обсязі виробництва. Друга — це будівництво заради будівництва, виробництво заради нього самого, тобто насправді — заради певних партійних працівників (або груп працівників), які робили кар'єру, отримували владу і гроші для різних «ініціатив» в області створення нових заводів і фабрик, а також — глобальних проєктів на кшталт «повороту північних річок». Останнє робило радянську економіку дедалі більш безглуздою, такою, що працює не для людей чи ринку товарів, а значною мірою — тільки на себе, та й то вкрай погано через централізовану «планову» або «командно-адміністративну» систему управління. Залучаючи величезні маси робітників, ця конструкція в разі розвалу прирікала їх на безробіття таких грандіозних масштабів, яких не знала жодна країна світу.
Кредитна реформа (січень 1930 р.) і реорганізація 1932 р. управління промисловістю (ліквідація ВРНГ й системи раднаргоспів і створення загальносоюзних промислових наркоматів), спрямовані на якнайсуворішу централізацію управління економікою, завершили перехід від переважно економічних методів управління народним господарством, характерних для НЕПу, до переважно адміністративно-командних, що базувалися не на матеріальній зацікавленості, а на адміністративному наказі, тобто на примусі.
На відносно невеликий сектор послуг СРСР припадало трохи менш як 60 % ВВП країни в 1990 р., а в промисловому і сільськогосподарському секторах — 21,9 % і 20 % відповідно в 1991 р. Сільське господарство було переважним заняттям ув СРСР до масової індустріалізації за Йосипа Сталіна. Сектор послуг мав низьку важливість, причому більшість робочої сили було зайнято в промисловому секторі. Робоча сила становила 152,3 млн чол. До переліку великих промислових товарів СРСР можна віднести нафту, сталь, автомобілі, аерокосмічну, телекомунікаційну, хімічну, електронну, харчову, лісову, оборонну промисловості.
В СРСР ВВП на душу населення за ПКС у 1991 році складав 9130 дол. США — це станом на той рік був 33 показник у світі.
- Воєнний комунізм
- Нова економічна політика (НЕП)
- Колгосп
- Радянський карбованець
- ГОСТ (держстандарт СРСР)
- Планова економіка
- Соціалістичне змагання
- П'ятирічки в СРСР
- Штурмівщина
- Будівництво БАМу
- Економіка СРСР періоду застою

## Збройні Сили
- Червона армія (1918—1946)
- Радянська армія
- Війни та збройні конфлікти:
  - Радянсько-фінська війна (1939—1940)
  - Радянсько-польська війна (1939)
  - Радянсько-румунська війна (1940)
  - Радянсько-німецька війна (1941—1945)
  - Радянсько-японська війна (1945)
  - «Холодна війна» (1946—1991)
    - Корейська війна (1950—1953)
    - В'єтнамська війна (1959—1975)

  - Радянсько-афганська війна (1979—1989)

## Освіта
- Московський університет (МДУ)
- Київський університет
- Київський політехнічний інститут
- Видавництво «Радянська школа»
- Товариство «Знання» України
- Університети марксизму-ленінізму

Кількість учнів і студентів різних закладів освіти у деяких з найбільших міст СРСР.
|                 |      |                 | Кількість учнів, тис. | Кількість учнів, тис. | Кількість учнів, тис. | Кількість учнів, тис. | Кількість учнів, тис. |        |
| Місто           | Рік  | Населення, тис. | Заг.освітні.школи     | Сер.спец.школи        | Проф.тех.училища      | Вищі учб.заклади      | Всього                | Частка |
| --------------- | ---- | --------------- | --------------------- | --------------------- | --------------------- | --------------------- | --------------------- | ------ |
| Москва          | 1980 | 8099            | 736,4                 | 215,9                 | 66,1                  | 632,0                 | 1650,4                | 20,4 % |
| Ленінград       | 1980 | 4638            | 398,8                 | 114,4                 | 65,6                  | 280,6                 | 859,4                 | 18,5 % |
| Київ            | 1979 | 2144            | 270,6                 | 60,9                  | 26,2                  | 146,5                 | 504,2                 | 23,5 % |
| Ташкент         | 1983 | 1944            | 276,8                 | 54,0                  | 28,6                  | 150,0                 | 509,4                 | 26,2 % |
| Харків          | 1984 | 1535            | 180,0                 | 56,6                  | 28,5                  | 128,0                 | 393,1                 | 25,6 % |
| Мінськ          | 1980 | 1295            | 160,9                 | 34,9                  | 20,7                  | 95,5                  | 312,0                 | 24,1 % |
| Тбілісі         | 1983 | 1125            | 180,0                 | 21,4                  | 19,2                  | 66,0                  | 286,6                 | 25,5 % |
| Дніпропетровськ | 1979 | 1066            | 139,0                 | 39,6                  | 14,0                  | 56,0                  | 248,6                 | 23,3 % |
| Одеса           | 1980 | 1057            | 115,0                 | 36,0                  | 13,9                  | 86,0                  | 250,9                 | 23,7 % |
| Донецьк         | 1979 | 1021            | 113,0                 | 28,7                  | 16,5                  | 46,1                  | 204,3                 | 20,0 % |
| Рига            | 1982 | 858             | 105                   | 26,6                  | 13,6                  | 35,1                  | 180,3                 | 21,0 % |
| Запоріжжя       | 1979 | 781             | 92,5                  | 16,7                  | 15,8                  | 16,7                  | 141,7                 | 18,1 % |
| Львів           | 1980 | 676             | 93,2                  | 31,5                  | 17,9                  | 62,2                  | 204,8                 | 30,3 % |
| Фрунзе          | 1984 | 590             | 73,6                  | 22,0                  | 12,9                  | 46,5                  | 155                   | 26,3 % |
| Кишинів         | 1979 | 503             | 53,5                  | 23,1                  | 7,2                   | 36,8                  | 120,6                 | 24,0 % |
| Вільнюс         | 1977 | 458             | 68,1                  | 19,2                  | 19,2                  | 29,4                  | 116,7                 | 25,5 % |
| Таллінн         | 1983 | 454             | 59,0                  | 12,9                  | 3,0                   | 13,7                  | 88,6                  | 19,5 % |
| Миколаїв        | 1980 | 449             | 64,0                  | 7,0                   | 9,0                   | 13,0                  | 93,0                  | 20,7   |
| Луганськ        | 1977 | 445             | 52,5                  | 14,4                  | 9,5                   | 28                    | 104,4                 | 23,5 % |

## Наука
- Академія наук СРСР
- Радянська космічна програма
- Створення літака Ан-124
- Створення літака Ан-225

## Культура
- Кінематограф СРСР
- Книговидання в СРСР
- Міжнародний конкурс імені Петра Чайковського

## Спорт
- Літні Олімпійські ігри 1980
- Збірна СРСР з футболу
- Чемпіонат СРСР з футболу
- Збірна СРСР з хокею із шайбою
- Чемпіонат СРСР з хокею із шайбою
- Спартакіади в СРСР

## Нотатки
1. ↑  Пізніше перейменовану на Російську Соціалістичну Федеративну Радянську Республіку (1918) та Російську Радянську Федеративну Соціалістичну Республіку (1936).